# Paseo de las Delicias (Sevilla)
El paseo de las Delicias es una importante avenida de la ciudad de Sevilla (España), continuación de la avenida de la Palmera, que durante casi todo el siglo XX supuso la principal avenida de acceso a la ciudad desde Cádiz y en la que se concentran importantes monumentos de la ciudad, como el Parque de María Luisa o el palacio de San Telmo.

## Historia

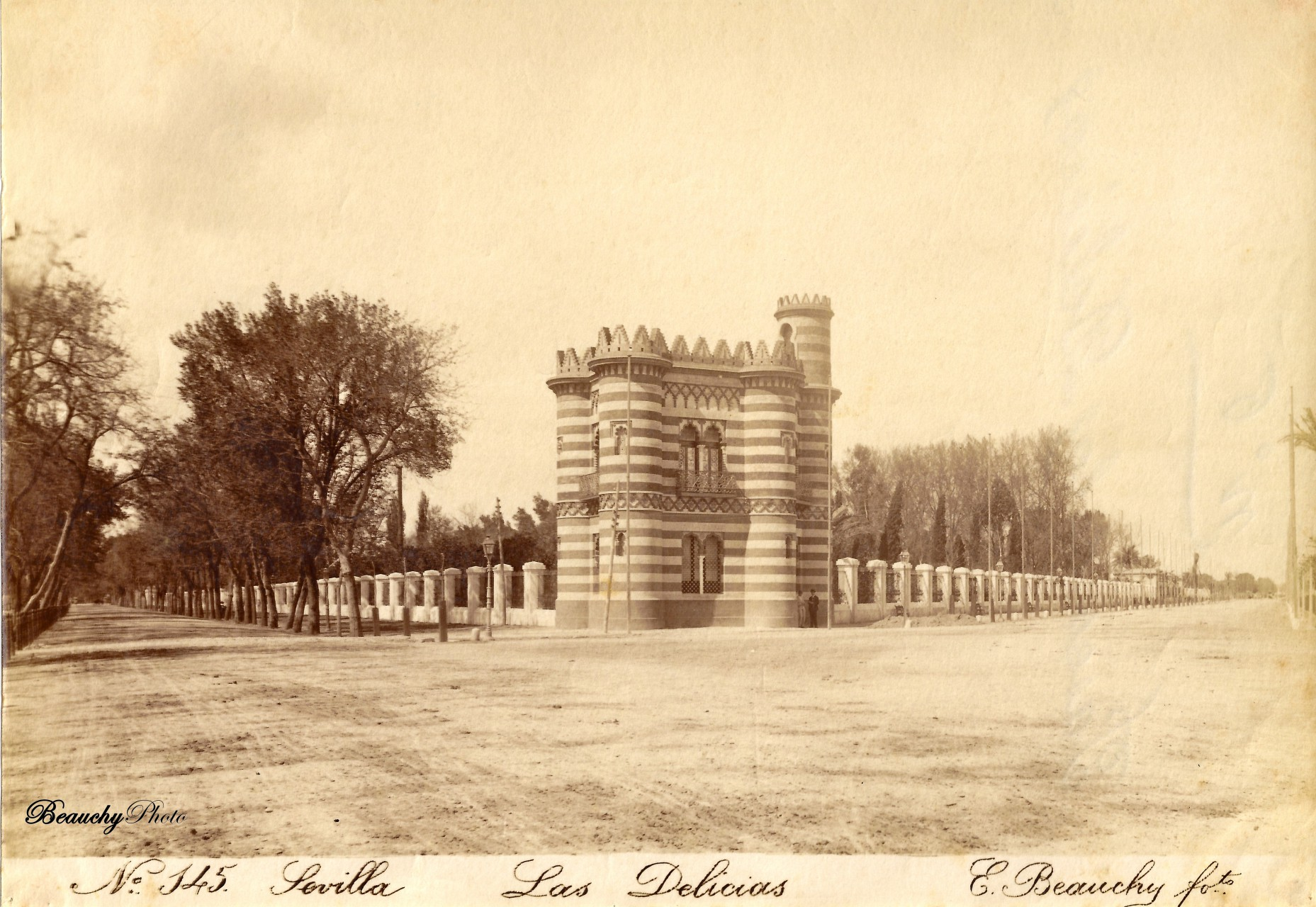
Vista del costurero de la reina y el paseo de las Delicias hacia 1878.

El lugar donde actualmente se localiza el paseo y los jardines de las Delicias fue hasta el siglo XVIII un descampado situado en terrenos inundables con un camino que unía la ciudad con la quinta Bellaflor y que terminaba en el arroyo Tamarguillo, próximo a donde se encontraba el puente de Alfonso XIII.
El asistente José Dávalos convirtió el camino en un paseo ajardinado bastante adornado y cuyo recorrido coincidía aproximadamente con el actual.
José Manuel Arjona que fue asistente de la ciudad de Sevilla entre 1825 y 1833, y su arquitecto Melchor Cano fueron quienes cambiaron en gran medida la fisonomía de esta zona con la construcción primero en el primer tramo del paseo, de los jardines de Cristina terminados en 1830, en una zona hasta entonces yerma y abandonada entre el arroyo Tagarete y el palacio de San Telmo, y posteriormente con la construcción de los jardines de las Delicias, junto al paseo. A mediados del siglo  XIX  las Delicias, constituían el paseo más concurrido y placentero de la ciudad, gracias a sus jardines y a la exuberancia de su vegetación. A finales de ese siglo se creó la actual avenida de la Palmera que conllevó el ensanche y ampliación del paseo junto con el de la Palmera.

### sigloXX
En 1909 se eligió esta zona como ubicación de la Exposición Iberoamericana que se celebraría en 1929 y que le otorgó la estructura y fisonomía que tiene actualmente el paseo con la construcción de varios pabellones a lo largo de la vía.
En 1903, como mecanismo de defensa de la ciudad contra las constantes inundaciones provocadas por las crecidas del río Guadalquivir, se decidió ampliar el muro de defensa construido en el XIX desde el puente de Triana hasta la avenida de María Luisa. En 1917, se levantó así, en esta área un muro de ladrillo contra el río, de cuyo diseño se encargó Vicente Traver. Con él se construyeron bancos de estilo regionalista encastrados en el muro cada 25 metros, que dieron una nueva fisonomía al lugar. Entre 1962 y 1971, se homogeneizó el paseo de las Delicias con el de la Palmera, elevando la cota del acerado que tapó los asientos de los bancos, que quedaron inservibles.

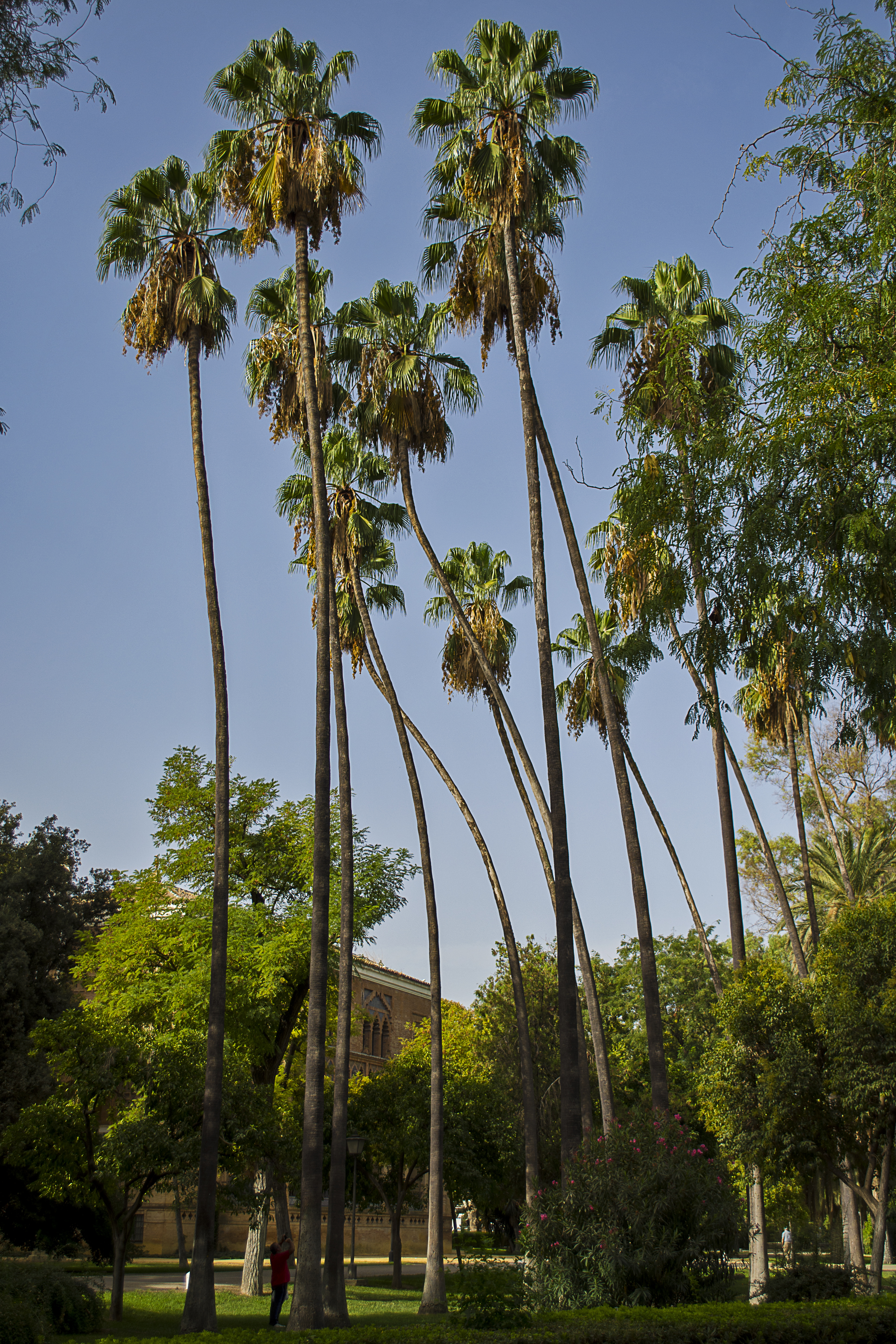
Palmeras del parque de María Luisa, próximas al paseo de las Delicias.

## Elementos destacados

### Palacio de San Telmo
El palacio de San Telmo es un edificio barroco construido entre los siglos XVII y XVIII. Fue construido para ser la sede de un colegio de marineros. En el siglo XIX, sirvió como residencia de los duques de Montpensier (la infanta Luisa Fernanda de Borbón y Antonio de Orleans) y en el  XX sirvió como seminario. Fue adquirido por la Junta de Andalucía y desde 1992, es la sede de la presidencia de la comunidad autónoma andaluza.

### Parque María Luisa
El parque de María Luisa es un parque de carácter histórico, inaugurado el 18 de abril de 1914, declarado Bien de Interés Cultural, que formaba parte primitivamente de los jardines privados del Palacio de San Telmo y que fueron donados en 1893 por la infanta María Luisa Fernanda de Borbón (duquesa de Montpensier) a la ciudad. Fueron reformados, por el ingeniero francés Jean-Claude Nicolas Forestier, que le dio un toque romántico. Con motivo de la Exposición Iberoamericana de 1929 se construyeron en el parque las plaza de España y la plaza de América que desemboca en el paseo de las Delicias.

### Jardines de las Delicias
Los jardines de las Delicias de Arjona se encuentran frente al parque de María Luisa y colindante con el muelle de las Delicias. Su estructura y diseño actual datan del siglo XIX, realizados por iniciativa del asistente José Manuel Arjona. El año 1825 se produjo el cambio más importante en el parque, al añadírsele el toque romántico que aún pervive.

### Pabellones de la Exposición Iberoamericana

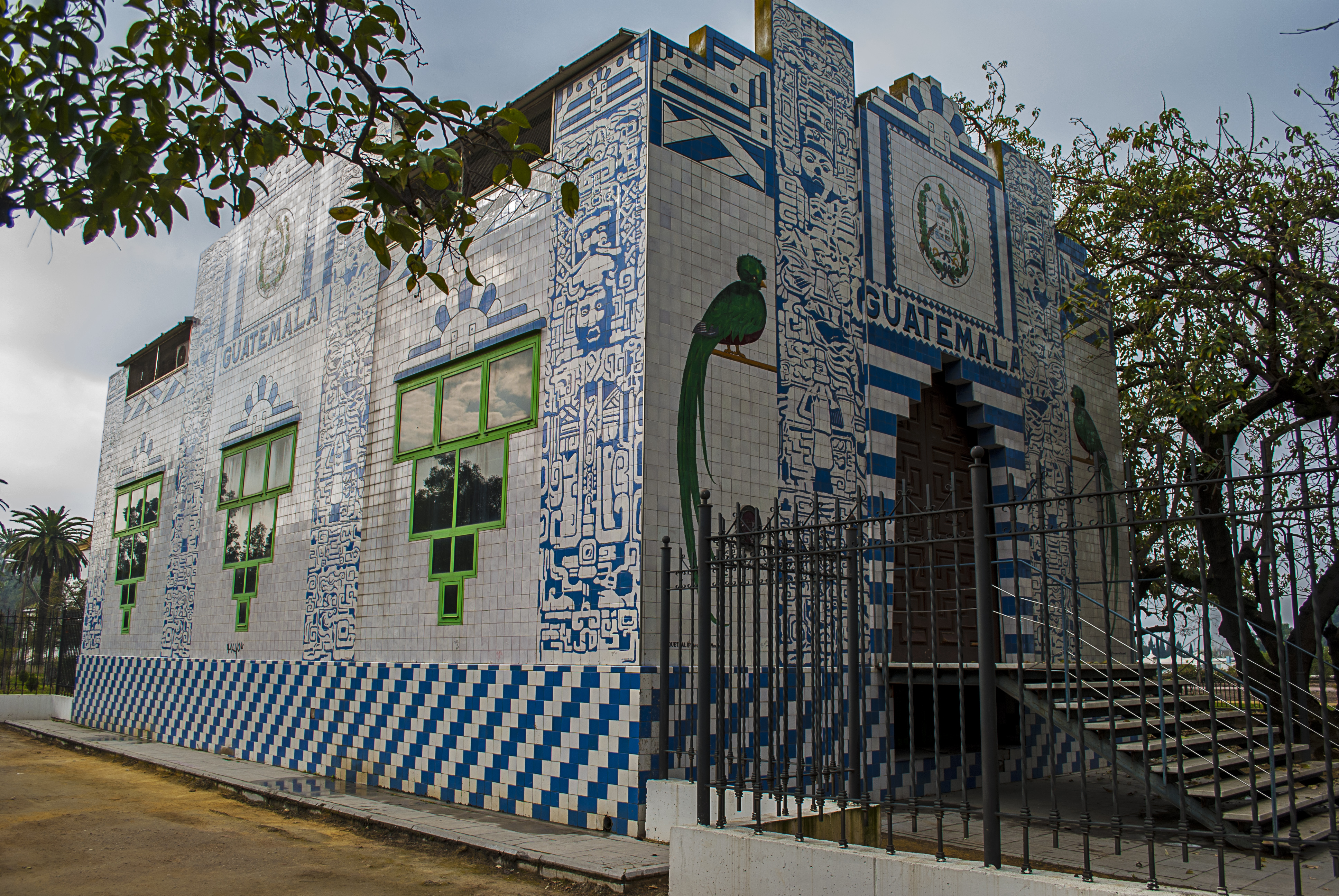
Pabellón de Guatemala de la Exposición Iberoamericana, en el paseo de las Delicias.

- Pabellón de Argentina
- Pabellón de Brasil
- Pabellón de Chile
- Pabellón de Colombia
- Pabellón de Estados Unidos
- Pabellón de Guatemala
- Pabellón de México
- Pabellón de Venezuela (demolido)

### Otros

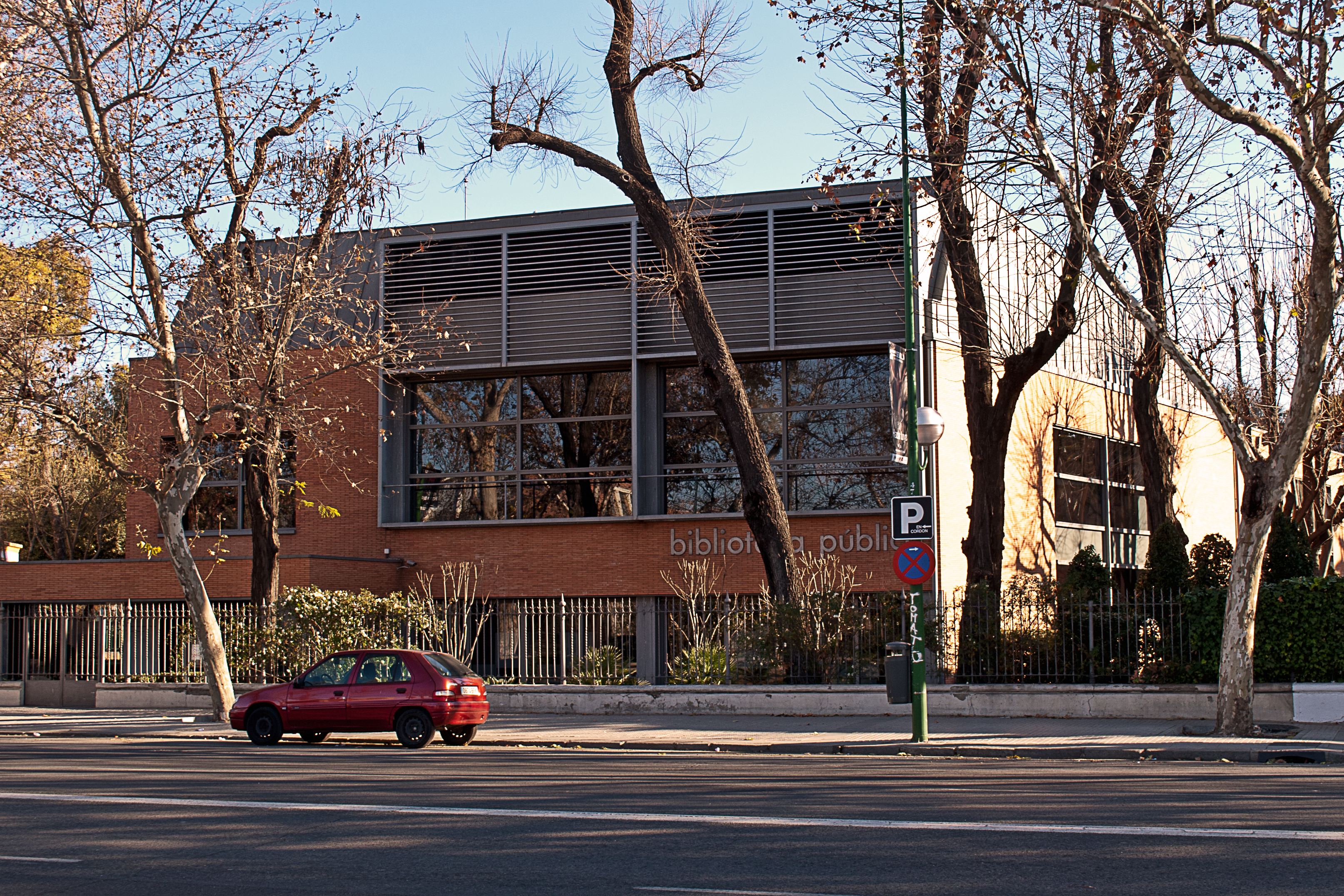
Vista de la biblioteca Infanta Elena desde el paseo de las Delicias.

- Puente de San Telmo
- Jardines de Cristina
- Biblioteca Infanta Elena
- Costurero de la Reina (Sevilla)
- Puente de las Delicias
- Monumento a Simón Bolívar